# Abou Moussab al-Souri
Abou Moussab al-Souri (أبو مصعب السوري en arabe), né Mustafa bin Abd al-Qadir Setmariam Nasar (مصطفى بن عبد القادر ست مريم نصار en arabe) le 26 octobre 1958 à Alep en Syrie, est un théoricien djihadiste lié à al-Qaïda.

## Biographie
Il a environ 24 ans quand il participe à l’insurrection de la grande ville syrienne de Hama (400 000 habitants), en février 1982, qui est un des événements fondateurs du djihadisme mondial. Le 2 février, les forces paramilitaires des Frères musulmans estimées à 250 ou 300 personnes prennent le contrôle de la grande ville de Hama. L’appel au djihad lancé, des fonctionnaires du gouvernement sont assassinés froidement au cours d'affrontements puis d'une répression durant plus d’un mois. Après la fuite de la majorité des islamistes dont Al-Souri, la population est tenue pour responsable de l’insurrection par le régime qui massacre entre 20 et 25 000 morts pour l'exemple. 
Al-Souri gagne la France, puis se rend en Espagne où il épouse Elena Moreno, une Espagnole athée qui se convertit à l'islam, ce qui lui permet d’avoir le passeport indispensable pour ses futurs voyages. En 1995, il rejoint Oussama ben Laden en Afghanistan, où son aura de vétéran du djihad acquise à Hama lui permet d’organiser, en 1997, la première interview du fondateur d’Al-Qaïda sur CNN par Peter Bergen.
De retour en Espagne en 1992, al-Souri soutient le Groupe islamique armé algérien. Il est recherché en Espagne pour l'attentat d'El Descanso de 1985 ainsi que comme témoin dans les attentats de Madrid du 11 mars 2004. Il est également suspecté d'être le cerveau des attentats de Londres du 7 juillet 2005. Beaucoup le considèrent comme « le représentant le plus éloquent du djihad moderne et de ses stratégies les plus sophistiquées, ». Selon le journaliste américain Bergen qui le rencontre en 1996 : « Il apparaissait comme un vrai intellectuel, très au courant de l'histoire, et il avait des objectifs des plus sérieux. Pour sûr, il m'a davantage impressionné que Ben Laden ».
Selon Gilles Kepel, il serait l'inspirateur de Mohammed Merah, l'auteur des attentats de 2012 à Toulouse.

## Incarcération et décès présumé

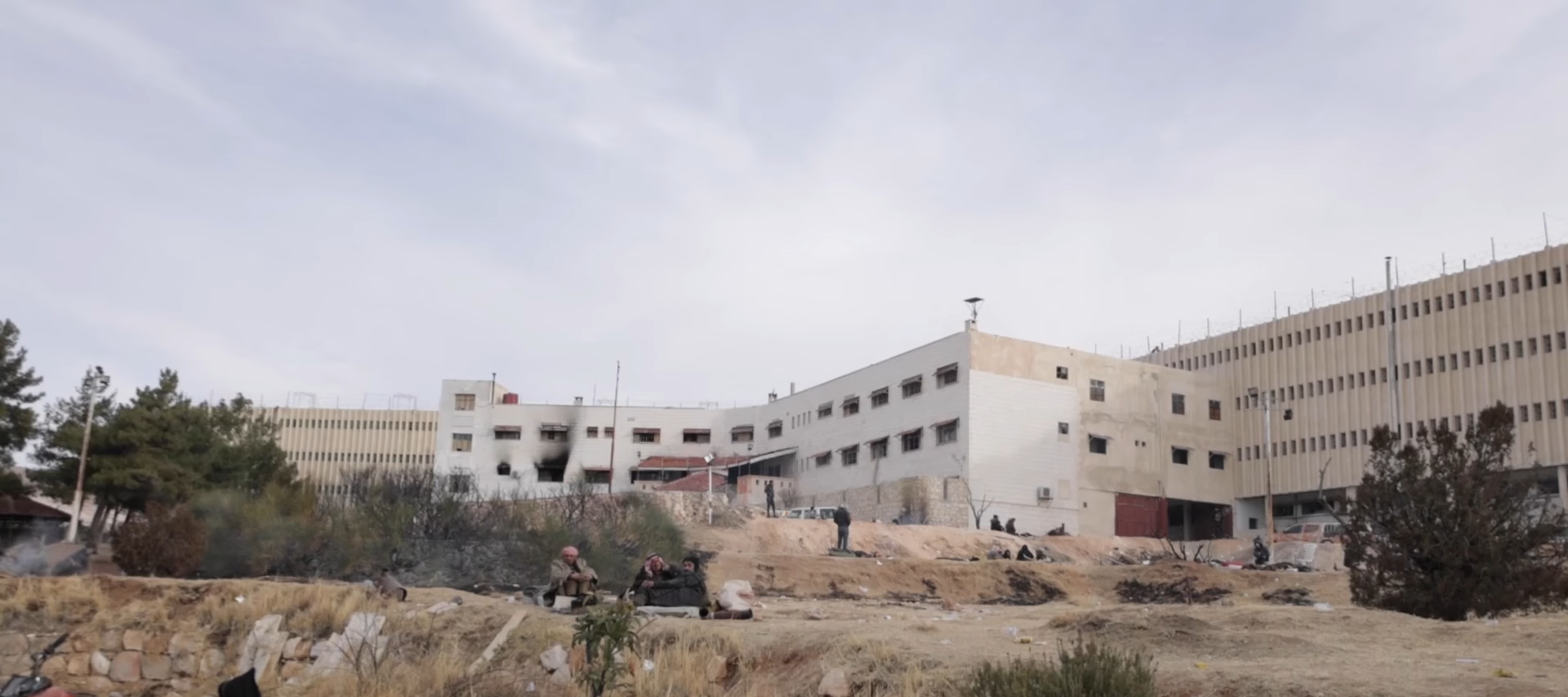
Prison de Saidnaya.

En 2005, avec deux de ses compagnons, Abou Moussab Al-Souri est arrêté par les services de renseignements pakistanais et livré à la CIA par qui il sera emprisonné pendant plusieurs mois. Au bout de plusieurs mois d'enquête, les Américains comprennent que Abou Moussab n'est pas un membre d'Al-Qaida mais un « simple » islamiste, et qu'il n'est pas responsable d'acte terroriste aux États-Unis. N'ayant aucune preuve contre lui, ils l'envoient à Damas, sous le contrôle du général Assef Shawkat, chef de la division des services de renseignements militaires syriens.
Selon Abou Khaled al-Souri, ami proche d'Abou Moussab, emprisonné avec lui, le général Assef a commencé à négocier avec lui pour qu'il abandonne ses idées et cesse de publier. Abou Moussab a refusé car il se jugeait un auteur connu.
Abou Moussab a été torturé presque quotidiennement par les services de renseignements syriens, jusqu'à son transfert à l'été 2011 vers la prison de Saidnaya. Selon plusieurs témoignages de différentes sources, dont une association, Abou Khaled al-Souri a été libéré avec plusieurs centaines d'islamistes lors du début de la guerre civile syrienne en 2011, tandis que Abou Moussab n'a pas eu cette chance. Torturé de façon intensive, il a été présenté devant un tribunal militaire pour être jugé pour appartenance à l'avant-garde combattante et à la branche militaire des frères musulmans syriens dans les années 1980 lors du règne de Hafez Al-Assad. Cela s'est produit rapidement car Abou Moussab était déjà mourant à la suite des tortures commises sur sa personne par le régime syrien.
Il aurait été inhumé dans le cimetière Al-Najha dans la campagne de Damas, cimetière où le régime syrien avait l'habitude d'enterrer ceux qu'il avait exécutés ou qui étaient décédés lors de séances de torture. Selon plusieurs sources, cette thèse est la plus probable compte tenu du nombre important de personnes, dont son ami Abou Khaled al-Souri, pour la corroborer. Il n'y a eu signe de vie depuis 2011.
Cependant, en 2014, Ayman al-Zawahiri, à l'occasion de l'enregistrement vidéo de l'éloge funèbre d'Abou Khaled al-Souri, fait référence à Abou Moussab al-Souri en demandant à Dieu sa libération, indiquant par là que celui-ci serait toujours détenu.

## Argumentaire
Selon l'islamologue Gilles Kepel, son Appel à la résistance islamique mondiale de 1600 pages aurait transformé l'idéologie du djihadisme international. Il recommanderait la guerre civile en Europe menée par la jeunesse musulmane immigrée qui devrait être préparée à « enclencher la dislocation finale de l’Occident, préalable au triomphe mondial de l’islam ». Plutôt que de frapper les États-Unis, Abou Moussab al-Souri préconise de viser l'Europe, « ventre mou » de l'Occident, afin de provoquer des réactions islamophobes qui pousseraient les musulmans européens à rejoindre les rangs djihadistes. Pour le journaliste Éric Leser, « Selon Abou Moussab al-Souri, il faut viser les juifs, les policiers, les militaires, les églises, les grands événements sportifs et culturels. Il faut dresser les populations contre les musulmans et contraindre ainsi ces derniers à choisir un camp ». 
Dans son Appel il prône aussi l'utilisation « des nouvelles technologies de communication bon marché pour faire le maximum de dégâts avec le minimum de budget ».